# Oxyde de manganèse(III)
Pour les articles homonymes, voir Oxyde de manganèse.
L'oxyde de manganèse(III) est un composé de formule Mn2O3.

## Synthèse
Le chauffage de MnO2 dans l'air en dessous de 800 °C produit la forme α de Mn2O3 (de plus hautes températures aboutissent à Mn3O4). La forme γ de Mn2O3 peut être produite par oxydation dans l'air puis déshydratation de l'hydroxyde de manganèse(II).
L'oxyde de manganèse(III) est formé par une réaction redox dans une pile alcaline :
2 MnO2 + Zn → Mn2O3 + ZnO
L'oxyde de manganèse(III) Mn2O3 ne doit pas être confondu avec l'oxyhydroxyde de manganèse(III) MnOOH. Contrairement à Mn2O3, MnOOH est un composé qui se décompose à environ 300 °C pour former du MnO2.

## Structure
Mn2O3 est différent de beaucoup d'autres oxydes de métaux de transition car il n'adopte pas la structure du corindon (Al2O3). Deux formes sont généralement reconnues, α-Mn2O3 et γ-Mn2O3, bien qu'une forme à haute pression avec la structure CaIrO3 ait également été rapportée.
α-Mn2O3 possède la structure cubique bixbyite, qui est un exemple de sesquioxyde de terres rares de type C (symbole de Pearson cI80, groupe d'espace Ia3, #206). On a découvert que la structure bixbyite est stabilisée par la présence de petites quantités de Fe3+, Mn2O3 pur a une structure orthorhombique (symbole de Pearson oP24, groupe d'espace Pbca, #61). α-Mn2O3 subit une transition antiferromagnétique à 80 K.
γ-Mn2O3 possède une structure apparentée à la structure spinelle de Mn3O4 où les ions oxydes sont cubiques à empilement compact. Ceci est similaire à la relation entre γ-Fe2O3 et Fe3O4. γ-Mn2O3 est ferrimagnétique avec une température de Néel de 39 K.
ε-Mn2O3 adopte une structure ilménite rhomboédrique (le premier composé binaire connu de ce genre), où les cations manganèse sont répartis également entre les états d'oxydation 2+ et 4+. ε-Mn2O3 est antiferromagnétique avec une température de Néel de 210 K.